# Меликова, Нонна Эдуардовна
Нонна Эдуардовна Меликова — российский художник-модельер, Заслуженный художник Российской Федерации, профессор, член Союза художников РФ.

## Биография
Родилась в 1948 году. Окончила с отличием Ленинградское высшее художественно-промышленное училище им. В. И. Мухиной в 1974 году.
Работала в Ленинградском Доме моделей одежды в группе перспективного моделирования, специализировавшейся на создании творческих коллекций для зарубежных и отечественных выставок в 1974—1991 годах.
Возглавляла группу перспективного моделирования ЛДМО в 1990—1991 годах.
Член секции ДПИ Ленинградского отделения Союза Художников с 1986 года. Член Художественного Совета СДПИ ЛОСХа с 1989 года.
Художественный руководитель Дизайн-студии «Мона», 1992—1995.
Президент и художественный руководитель негосударственного учреждения культуры «Дизайн-студия Нонны Меликовой», 1995—2005 годы.
Автор идеи и концепции, художественный руководитель Международного конкурса молодых дизайнеров «Адмиралтейская Игла», 1997—2000.
Профессор Санкт-Петербургского государственного университета технологии и дизайна.
Ушла из творческой жизни в 2012 году.
Модели и эскизы Нонны Меликовой находятся в коллекциях Государственного музея истории Санкт-Петербурга и Российского этнографического музея.

## Основные выставки, показы и премии
- Осенняя торговая выставка, Брно, Чехословакия, главный приз «Золотая лента» (1980);
- 1-й Всесоюзный конкурс художников — модельеров, Таллин, Коллекция «Космос» — первая премия; Коллекция «Эрмитаж» — третья премия; Диплом «За творческие достижения» (1987);
- 1-й Республиканский Фестиваль молодёжной моды, Минск, Белоруссия, Диплом «За творческий поиск и достижения» (1988);
- «Таллинские Дни Моды», Первая премия, диплом «За лучшую творческую коллекцию» (1989);
- Международная выставка «Индустрия моды», Резиденция президента РФ Константиновский дворец, Стрельна, главный приз выставки (2004);
- Выставка «Ручная работа. Костюм и аксессуары конца XIX—XX веков», Музей истории Санкт-Петербурга (2005).

## Награды и звания
- Заслуженный художник РФ (Указ президента РФ, 1997)
- Звание профессора (Министерство Высшего Образования, 2001)